# Yeon Gi-sung
Yeon Gi-sung (kor. 연기성; * 1. August 1989 in Suwon) ist ein südkoreanischer Fußballspieler.

## Karriere
Yeon erlernte das Fußballspielen in der Schulmannschaft der Baegam School sowie in der Universitätsmannschaft der Honam Universität. Seinen ersten Vertrag unterschrieb er 2009 beim FC Seoul. Das Fußballfranchise aus Seoul spielte in der ersten Liga, der K League 1. 2010 wechselte er zum Ligakonkurrenten Gyeongnam FC nach Changwon. Mitte 2011 verließ er Südkorea und ging nach Thailand. Hier unterschrieb einen Vertrag beim TTM Phichit FC. Der Klub spielte in der höchsten thailändischen Liga, der Thai Premier League. Mitte 2013 nahm ihn der Ligakonkurrent BEC Tero Sasana FC aus der Hauptstadt Bangkok unter Vertrag. Nach der Hinserie 2015 verpflichtete ihn der in Myanmar beheimatete Yadanarbon FC. Mit dem Verein aus Mandalay wurde er 2015 Vizemeister der Myanmar National League. Anfang 2016 kehrte er nach Thailand zurück. Hier wurde er vom Drittligisten Bangkok Christian College FC verpflichtet. Mit dem Bangkoker Verein spielte er in der Regional League Division 2 in der Region Bangkok. 2016 zog es ihn nach Kambodscha. Der Erstligist Phnom Penh Crown aus Phnom Penh, der in der Cambodian League spielte, nahm ihn für ein Jahr unter Vertrag. Nach Vertragsende zog er weiter nach Malaysia. Der Erstligist PKNP FC, heute Perak FA II, nahm ihn ebenfalls für ein Jahr unter Vertrag. Für den Verein spielte er zehnmal in der Malaysia Super League. Die Saison 2019 spielte er wieder in Kambodscha. Hier lief er für Preah Khan Reach Svay Rieng auf. Mit dem Klub aus der Provinz Svay Rieng wurde er kambodschanischer Meister. Anfang ging er wieder nach Thailand, wo ihn der Drittligist Chamchuri United FC aus Bangkok unter Vertrag nahm. Nach 17 Drittligaspielen für den Hauptstadtverein unterschrieb er im Mai 2021 einen Vertrag beim Zweitligisten Ranong United FC. Für den Verein aus Ranong stand er 17-mal in der zweiten Liga auf dem Spielfeld. Nach der Hinrunde 2021/22 wechselte er im Dezember 2021 zum ebenfalls in der zweiten Liga spielenden Raj-Pracha FC. Für den Verein aus der Hauptstadt Bangkok stand er 16-mal in der zweiten Liga auf dem Spielfeld. Im Sommer 2022 unterschrieb er einen Vertrag beim Ligarivalen Rayong FC. Für den Verein aus Rayong stand er in der Hinrunde 2022/23 zwölfmal auf dem Spielfeld. Im Dezember 2022 wurde sein Vertrag nicht verlängert. Von Ende Januar 2022 bis Sommer 2023 war er vertrags- und vereinslos. Zu Beginn der Saison 2022/23 schloss er sich im Juli 2023 dem thailändischen Zweitligisten Phrae United FC an.

## Erfolge
Yadanarbon FC
- Myanmarischer Vizemeister: 2015

Preah Khan Reach Svay Rieng
- Kambodschanischer Meister: 2019